# Eupsophus insularis
Eupsophus insularis је водоземац из реда жаба.

## Угроженост
Ова врста је крајње угрожена и у великој опасности од изумирања.

## Распрострањење
Ареал врсте је ограничен на једну државу. 
Чиле је једино познато природно станиште врсте.

## Станиште
Станишта врсте су шуме, брдовити предели и слатководна подручја.